# Almast
Almast (tj. Drahokam, v ruském originále Алмаст, arménsky Ալմաստ ) je opera o čtyřech dějstvích arménského skladatele a zakladatele arménské moderní hudby Alexandra Spendiarjana (Spendiarova) na libreto básnířky Sofie Jakovlevny Parnokové podle básně Dobytí Tmkaberdu Hovhannese Tumanjana. Instrumentaci čtvrtého dějství po smrti skladatele dokončil ruský skladatel Maximilian Osejevič Štejnberg (1883–1946). Premiéru měla 23. června 1930 ve Velkém divadle v Moskvě.

## Vznik a historie opery
Arménský skladatel Alexander Spendiarjan dosáhl na začátku 20. století významných úspěchů dvěma řadami Krymských črt pro orchestr (1903, 1912), a zejména symfonickým obrazem Tři palmy (1905), který v Evropě od roku 1913 zpopularizoval v baletní podobě choreograf Michail Fokin a hlavní představitelka Anna Pavlovová. Spendiarjan pak hledal téma pro operu, o čemž později vzpomínal takto: „Snil jsem o tom najít takové téma, jako jsou Ivan Susanin, Kníže Igor nebo Kitěž, jen mělo být svázáno s dějinami Arénie, se životem a hrdinským bojem mého lidu.“
Roku 1916 vystupoval Spendiarjan koncertně v Tbilisi, kde se setkal s Hovhannesem Tumanjanem a pojal úmysl napsat operu na námět jeho básně Dobytí Tmkaberdu (T‘mkabert’i aṙumē), vydané roku 1902. Tématem této básně je epizoda z bojů domorodých arménských vůdců proti Perské říši v první polovině 18. století, totiž dobytí pevnosti Tmkaberd (Tmuk, Tmok, gruzínsky Tmgovi, dnes v jižní Gruzii) perským vládcem Nádir Šáhem, údajně v důsledku zrady kněžny Almast, manželky velitele obránců knížete Tatula.
Podle původního plánu měl napsat básník libreto sám, ale jejich různá působiště i tehdejší nemožnost dát provést velkou operu v arménštině (arménské operní divadlo bylo založeno až roku 1933) nakonec vedly k tomu, že Spendiarjan požádal o napsání libreta básnířku Sofii Parnokovou, „ruskou Sapfó“ (ona i Spenidiarjan v té době žili na Krymu). Parnoková dokončila libreto opery – pro niž bylo jako název zvoleno jméno hlavní hrdinky Almast – roku 1918 a Spendiarjan operu dokončil v klavírním výtahu roku 1923.
Orchestraci Almast se Spendiarjan věnoval intenzivně znovu po svém definitivním přestěhování do Jerevanu v prosinci roku 1924, při dokončování instrumentace jej však v květnu 1928 překvapila smrt. To, že opera byla nakonec přece jen uvedena, je z velké části zásluhou libretistky, jakož i Spendiarjanova přítele skladatele M. O. Štejnberga, který dokončil instrumentaci posledních dvou scén čtvrtého dějství.> Almast byla s velkými peripetiemi prosazena na program moskevského Velikého divadla (přesněji jeho pobočné scény), přestože se ji vedení nejprve zdráhalo uvést: nedopovídala totiž jeho politické úloze a byla „zjevně irelevantní pro současný sovětský život a revoluční zápas proletariátu“. K prosazení opery – i bez původně požadovaného komunistického prologu a epilogu – přispěl i Vsevolod Emiljevič Mejerchold. Almast měla značný úspěch u publika – i díky první představitelce protagonistky, Marii Maksakovové – a na druhé představení 26. června 1930 přišli i vysocí straničtí funkcionáři. Kritiky však hodnotily operu spíše negativně, například Večerní Moskva nadepsala svou recenzi „Další caromilná opera“ a obvinila Almast z „nacionalismu, šovinismu a monarchismu“. Úspěch u obecenstva však pominul až s výměnou Maksakovové v říjnu 1930 za neadekvátní náhradu, brzy poté opera z repertoáru zmizela.

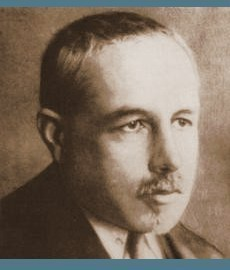
Maximilian Štejnberg, který operu Almast dokončil po Spendiarjanově smrti

Brzy po moskevském Velkém divadle, poprvé 26. prosince 1930, uvedlo Almast v ukrajinském překladu státní divadlo opery a baletu v Oděse. V roce 1932 se hrála v gruzínském Tbilisi (v gruzínštině) a 20. ledna 1933 bylo její premiérou slavnostně otevřeno Arménské divadlo opery a baletu v Jerevanu (první operní divadlo v Arménii, od roku 1939 nese jméno A. A. Spendiarjana). Libreto do arménštiny přeložil Tigran (Semjonovič) Hachumjan (1894–1973).
Proti opeře stále existovaly ideologické výhrady, i když se změnily: zatímco v roce 1929 chyběl třídní pohled, z pohledu stalinské estetiky 30. let 20. století již nebyli problémem knížecí hrdinové, ale nedostatečná hrdinskost námětu, chyběl výrazný kladný hrdina, optimismus a bojovné vlastenectví, z formálního hlediska se preferovalo monumentálnější zpracování (mohutné sbory, početný orchestr). Na základě toho byla opera několikrát upravována, především pro nové nastudování, které mělo premiéru na dekádě arménského umění v Moskvě 20. října 1939. Novou redakci libreta pořídil Hachumjan a v ruštině Věra Klavdijevna Zvjagincevová (1894–1972), básnířka a překladatelka zejména z arménštiny a přítelkyně mezitím zemřelé Sofie Parnokové. Změny děje se týkaly zvláště vyzdvihnutí hrdinských momentů a zásadní změny zakončení. V původní verzi je pevnost dobyta a Arménie ovládnuta perským šáhem, zatímco ve změněné verzi při dobývání pevnosti unikne část obránců v čele s Rubenem a Gajané, kteří vyvolají lidové povstání proti Peršanům a opera končí jejich porážkou šáhova vojska. V jedné z verzí dokonce zrádnou Almast na smrt neposílá šáh, nýbrž právě Ruben, popřípadě vítězný lid kolektivně odsuzuje Almast k vyhnanství. Štejnberg proto musel doplnit část hudby, totiž především nový konec 2. dějství s masovou scénou návratu knížecího vojska z vítězného boje a obdobně koncipovaný konec 4. dějství s vítězstvím Arménů nad Peršany. V této verzi, umělecky slabší a neodpovídající autorským záměrům skladatele i libretistky ani původní Tumanjanově básni, byla opera dlouho hrána.
V Jerevanu pak byla opera znovu nastudována v letech 1969, 1971 a 1983, vedle toho se hrála rovněž v Taškentu (1953) a v Novosibirsku (1972). Roku 1951 ji v pařížské Maison de la Mutualité nastudovalo Ruské komorní operní divadlo. Mezi významné představitelky titulní role opery patřily Tamara Šachnazarjan, Tatevik Sazandarjan, Maria Čmškjan, Gohar Galačjan a Olga Gabajan. Zatím poslední nastudování připravilo jerevanské operní divadlo roku 2009, to je dosud (2015) na jeho repertoáru.
Klavírní výtah opery byl vydán v Jerevanu roku 1971.

## Charakteristika opery
Tumanjanova epická báseň musela při transformaci do dramatické podoby prodělat jisté změny. Zatímco básník se soustředí na boj Arménů proti Peršanům a osobu jejich vojevůdce – což zřejmě byl i výchozí bod pro skladatele – libretistka se soustředila zejména na titulní ženskou postavu a její co nejpodrobnější psychologické vystižení. Zatímco kníže Tatul se vyskytuje podstatě jen ve 3. dějství, Almast stojí sama v centru 2–4. dějství, přičemž v první dějství, v němž se nevystupuje, je ze značné části věnováno hovoru o ní. Almast je také hybatelkou všech nečetných dramatických motivů opery (signál k perskému útoku, pokus o zabití šáha); toto psychologické zaměření na ženskou postavu je jednou z hlavních odlišností od klasické ruské historické opery (Glinka, Musorgskij, Rimskij-Korsakov), která byla jinak pro Almast stylovým vzorem.
Z pohledu estetiky socialistického realismu formulované komunistickými muzikology bylo toto soustředění libreta na individuální psychologii považováno za vadu, kterou se prý Spendiarjan snažil svou hudební dramaturgií napravit. Sama libretistka si však žádného rozporu mezi svým a skladatelovým úmyslem vědoma nebyla, naopak se domnívala, že Almast je „v operní literatuře vzácný příklad jednoty mezi slovním a hudebním textem“. V soukromí však měla pocit, že v původní podobě není opera dramaticky úplná, a když se před prvním představením probírala otázka nutného ideologického prologu a epilogu, psala M. O. Štejnbergovi: „Pořád si myslím, že potřebujeme prolog a epilog, nejen jako sovětskou propustku, ale i z uměleckých důvodů, protože si myslím, že Alexander Afanasjevič původně zamýšlel složit prolog a epilog, aby opeře stvořil rámec, a proto nezačal opravdovým začátkem a konec nemá pořádný šmrnc, což zůstává uměleckým nedostatkem.“
Spendiarjan ke kompozici opery studoval sbírky arménských lidových písní a íránských mugamů (zejména kompilaci Nikoghajose Tigranjana) a pokusil se výrazně hudebně rozlišit svět obou národů. Konflikt obou národů je pak zrcadlen jako konflikt jejich melodických modelů. Oba proudy se stýkají i ve vnitřní charakteristice Almast, která kolísá mezi arménským a íránským hudebním idiomem, který v jejím zpěvu nakonec převládne. Vedle toho jsou jednotliví aktéři rozlišeni obecnou povahou hudby: hudba Tatula a jeho vojáků je jasná a ve vyšších registrech, hudba spojená s Peršany je v nízkých registrech s hrozivým, dunivým podkladem, úlisná hudba šáhových pomocníků šejcha a ašuga je protkána melismaty. Kolísající Almast charakterizuje přerývaný melodický tok, nepravidelné rytmy, změny tempa, disonance a podobné výrazové prostředky. Některé melodie jsou přímo převzaty z lidové hudby, například píseň tkadlen ze začátku 2. dějství nebo tanec Almast ve 3. dějství, který je jednou z nejznámějších části a dramatickým středem opery. Celkově je opera provázána složitým předivem příznačných motivů.
V opeře zabírají zvlášť významné a dramaturgicky ústřední místo symfonické části (Spendiarjan byl žákem Rimského-Korsakova). Bylo poukazováno na to, že Almast není „opera pro zpěváky“, protože – s výjimkou slavné ašugovy písně ze 2. dějství – nejmelodičtější part má orchestr. Pouze orchestrálně je ve 2. dějství plasticky vylíčen boj mezi Armény a Peršany, odehrávající se mimo scénu, orchestrální části má i scéna hostiny ve 3. dějství a celé finále třetího dějství – scéna dobytí pevnosti Peršany – je koncipováno jako jediný symfonický obraz. Zvláště známý i odděleně od opery se stal Perský pochod z konce 3. dějství. V instrumentaci se Spendiarjan pokusil napodobit zvuk některých lidových nástrojů a začlenil do orchestru několik orientálních bicích nástrojů (dajra, dhól, dimplipito).
Opera Almast otevírala arménské operní divadlo a stala se reprezentativní arménskou operou, „jedním z vrcholů arménské opery“. Je považována za Spendiarjanovo nejvýznamnější dílo, které dlouho sloužilo jako model pro arménskou operu i operu jiných východosovětských republik. I když skutečně národní, lidovou operou se stala spíše lyrická Anuš Armena Tgiranjana, tvoří Almast spolu s Anuš a operou Tigrana Čuchadžjana Aršak II. trojici zakladatelských děl arménské opery.

## Osoby
- Tatul, arménský kníže – baryton
- Kněžna Almast, jeho žena – mezzosoprán
- Ruben, spolubojovník Tatulův – bas
- Gajané, služka a důvěrnice Almast – mezzosoprán
- Nádir Šáh, perský vladař – bas
- Šejch, nejvyšší perský duchovní – tenor
- Šáhův osobní strážce – bas
- Ali Murad, šáhův vojevůdce – bas
- Ašug (dvorský zpěvák) u dvora Nádira Šáha – tenor
- Tři perští vojevůdci – dva tenory a bas
- Šašek u Tatulova dvora – tenor
- Stará hadačka – mezzosoprán nebo alt
- Arménský voják – tenor
- Tatulovi bojovníci, dívky-tkadleny, sloužící, tanečnice, šáhovy osobní stráže, šáhovi dvořané, rytíři, kati – smíšený sbor a balet

## Děj opery

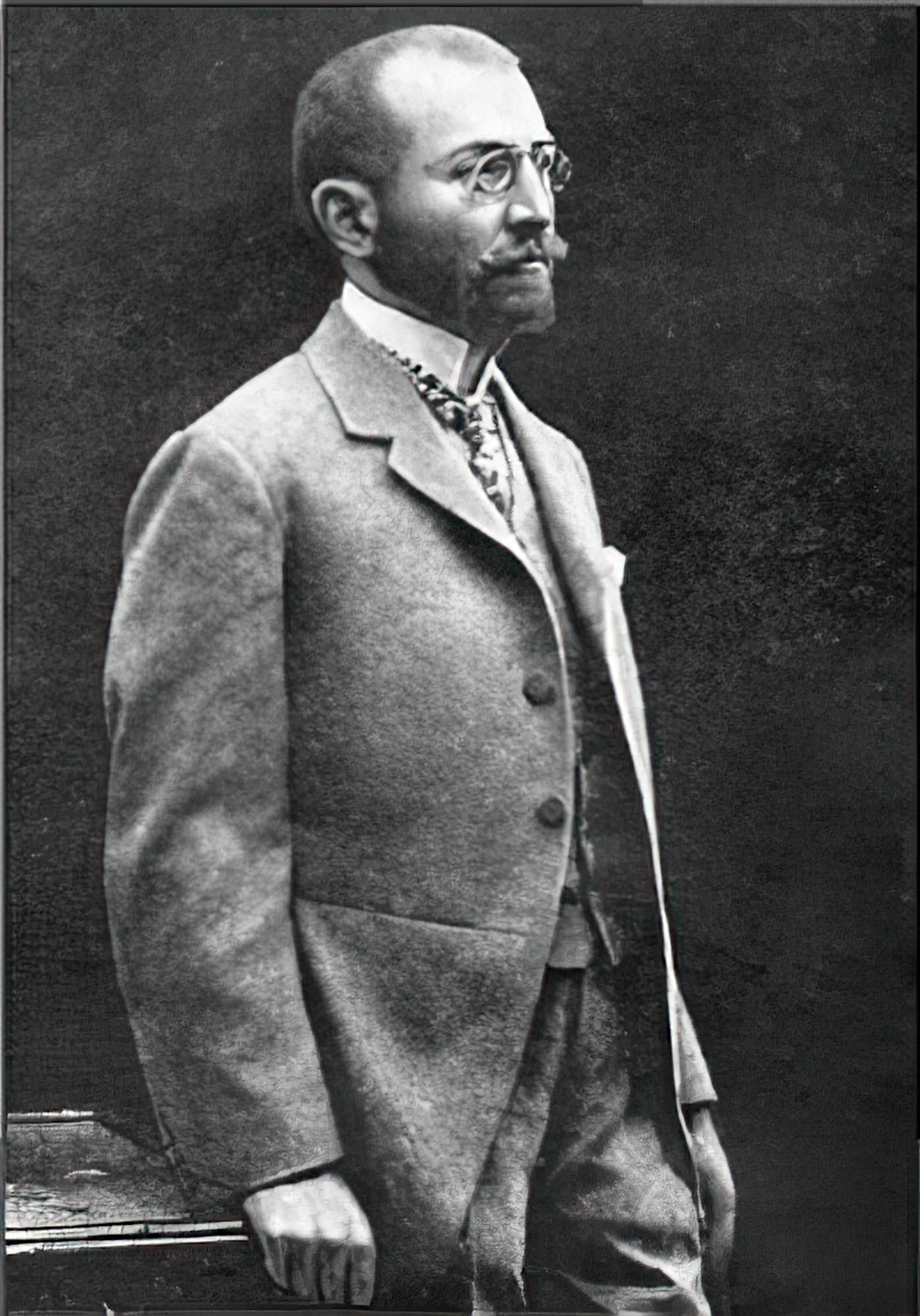
Alexander Spendiarjan

Arménie, 18. století

### 1. dějství
Arménskou pevnost Tmkabert, hájenou chrabrým knížetem Tatulem, obléhá perské vojsko mocného Nádira Šáha. V jeho stanu panuje rozčarování: ani po dlouhém obléhání se pevnost nevzdává a všechny útoky byly zatím obránci odraženy. Šáh žádá o radu svého rádce, starého šejcha, a ten má neobvyklý nápad. Kníže Tatul má krásnou ženu Almast, která je prý velmi ctižádostivá a které kníže bezmezně důvěřuje (arioso О шах, к победе всякий путь достоин). Kdyby se šáhovi podařilo získat ji na svou stranu, mohla by pevnost padnout do jeho rukou.
Nádir Šáh radu vděčně přijímá a posílá do pevnosti se zvláštním posláním svého nejlepšího ašuga (perská obdoba trubadúra), aby se svými písněmi kněžně vlichotil a namluvil jí, že se šáh doslechl o její kráse a zamiloval se do ní, a aby jí slíbil bezmezné bohatství a korunu císařovny, pokud se mu (i s pevností) vydá (arioso Войди к ней в дом). Perští vůdcové se společně modlí za zdar v dalším boji.

### 2. dějství

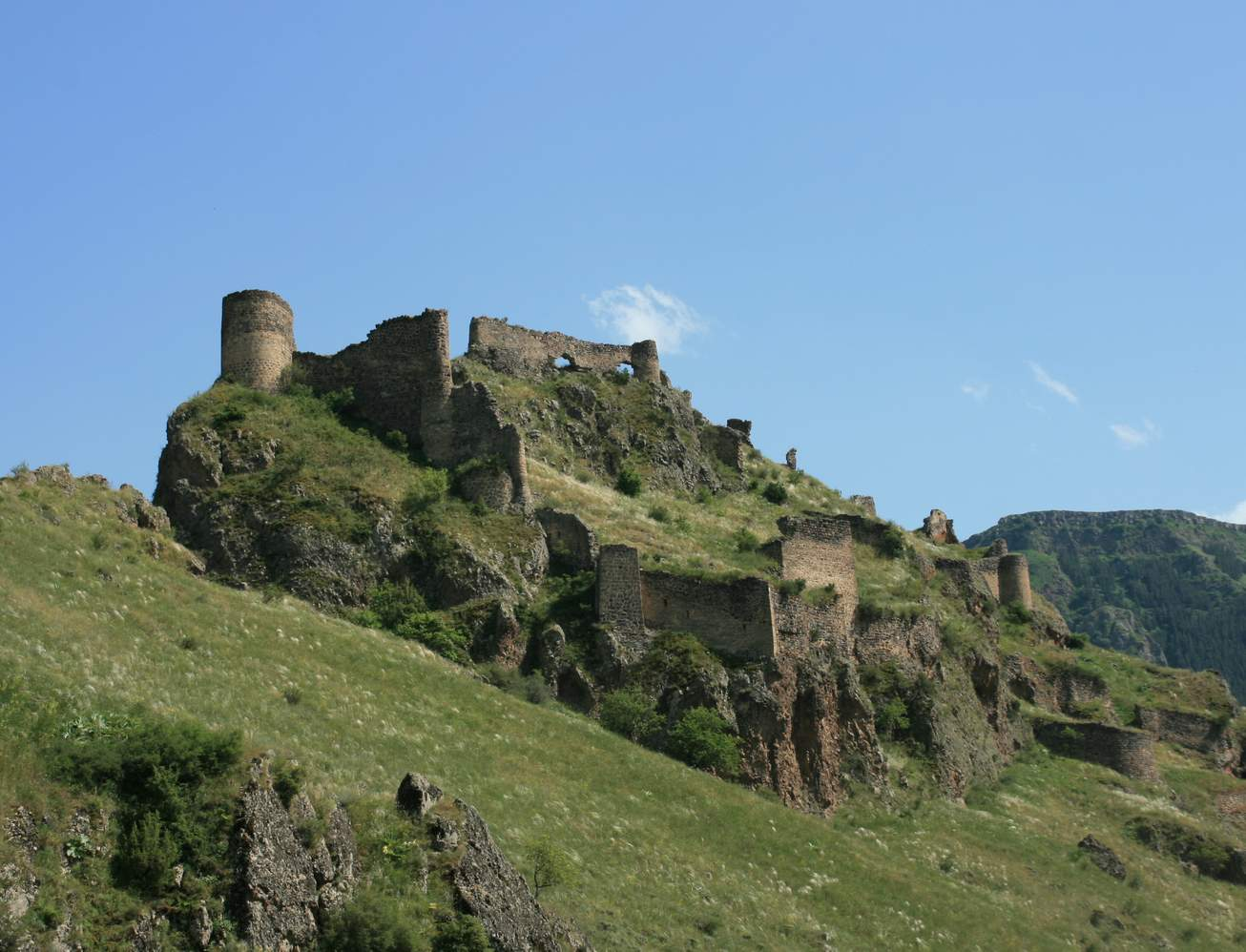
Pevnost Tmkaberd (Tmuk, Tmogvi)

V pevnosti tkají arménské ženy plátno a zpívají si (sbor День и ночь печаль все та же). Šejchův pán se daří, pěvcovo úsilí nebylo nazmar a Almast začíná snít o sobě jako perské císařovně. Její služka a důvěrnice Gajané ji marně varuje před zrádnými myšlenkami.
Zpoza zdí pevnosti zaznívají zvuky bitvy: vojsko Nádira Šáha provádí další ze svých nájezdů a arménští bojovníci je opět odrážejí. Almast je zmítána protikladnými city: na jedné straně miluje svého muže a obdivuje jeho statečnost a spravedlivost, na druhé straně ji však šáhova láska a moc láká. Navíc má zlé tušení, že přes srdnatou obranu pevnost dříve či později bude stejně Peršany dobyta a všichni zahynou Как мне тоску переупрямить).
Mezitím je slyšet konec boje – útočníci byli zahnáni, Tatul opět zvítězil. Ašugovi neušlo, že se kněžnina náklonnost pod tímto dojmem kloní zpět k manželovi, a již jí znovu zpívá chvalozpěv na její krásu, která si podmanila samotného mocného šáha (píseň В плен взяла певца). Posádka pevnosti hlučně slaví návrat vítězných vojáků a knížete, Tatulovy první kroky však vedou k milované Almast.

### 3. dějství
Kníže Tatul a jeho spolubojovníci vesele oslavují dnešní vítězství. Přípitek stíhá přípitek, Tatulův pobočník Ruben pronáší řeč na oslavu hrdiny, ale sám kníže ve svém přípitku odmítá chválu vlastní osoby (árie Не славой дорожу, а дружбой вашей). Připomíná místo toho mrtvé soudruhy. Vojáci se připojují a vzdávají poslední poctu padlým kamarádům, pak ale naladí na optimističtější, mužnou notu (sbor Не орел в ночи). Pak se zábava znovu rozproudí. Kníže dopřává svým mužům vína i jídla, děvčata i vojáci tancují a knížecí šašek zpívá posměšnou píseň o šáhově výpravě.
Almast se snaží ještě jednou vzbudit ve svém manželovi ctižádost, přesvědčit ho, aby vítězství využil k dalšímu výboji, aby šáha pronásledoval a snad sám dobyl perskou korunu. Takové myšlenky jsou však Tatulovi zcela cizí, chce jen ubránit svou vlast a vládnout v míru, naopak manželu varuje před perskými lstmi a proradností. Almast vidí, že jejich povahy jsou neslučitelné, a definitivně se rozhoduje provést svůj záměr. Přes nesmělé protesty manžela dává všem znovu a znovu nalít vína, posílá je i vojákům na stráži, svým ohnivým tancem strhne všechny přítomné do tak bujarého veselí, že všichni skončí opilí a zmožení.
Když téměř všichni usnou, vezme Almast pochodeň a stoupá na věž, aby dala perskému vojsku smluvený signál k útoku. Gajané, která její úmysl vytušila, se snaží svou paní zastavit a přesvědčit, aby nezaprodávala arménský národ a svého ušlechtilého chotě. Ale Alast ji odvrhuje a dává šáhově armádě ohňové znamení.
Gajané běží a budí knížete a bojovníky. Ale neočekávaný perský útok byl účinný, po krátkém boji zaplavuje pevnost perské vojsko a zní jeho zlověstný pochod. Do hodovní síně vstupuje Nádir Šáh a kněžna jej obřadnou úklonou vítá.

### 4. dějství
Taktul je mrtev a Nádir Šáh je pánem Tmkabertu, má však chmurnou náladu. V této dobyté zemi, která je mu nepřátelskou, bude boj stále nablízku; ani přítomnost krásné Almast ho netěší. Ta ostatně zjistila, že všechno, co si od zrady slibovala, bylo vylhané: vládce ji nemiluje a namísto postavení císařovny ji čeká osud otrokyně v šachově harému; vzpomíná na svého manžela a cítí současně nenávist a lítost (arioso Не цвести цветку угрюмых скал). Temperamentní kněžna se nakonec pokusí šáha zabít, ale stráže ji odzbrojí. Nádir Šáh nařizuje zrádkyni popravit.